# Paroisse de Southampton
Pour les articles homonymes, voir Southampton (homonymie).
La paroisse de Southampton est à la fois une paroisse civile et un ancien district de services locaux (DSL) canadien du comté d'York, au Nouveau-Brunswick. Dans le cadre de la réforme de la gouvernance locale du 1er janvier 2023, le territoire du DSL a été réparti entre la communauté rurale de Nackawic-Millville et le district rural de la Région-de-la-capitale.

## Toponyme
La paroisse est probablement nommée ainsi en complément de la paroisse de Northampton, dans le comté de Carleton.
La paroisse comprend les hameaux de Bates Settlement, Bull Lake, Campbell Settlement, Clarkville, Hartfield, Hawkins Corner, Howland Ridge, Indian Lake, Maple Ridge, Maplewood, Nortondale, Pinder, Rossvile, Southampton, Lower Southampton, Middle Southampton, Upper Southampton, Temperance Vale, Waterville, Central Waterville, East Waterville, South Waterville, West Waterville et Woodstock Road. Caverhill, County Line, Hainesville, Southampton Junction et Woodman sont des points ferroviaires. Bulmer Field, Cullerton, Grand View, Parent Ridge Settlement, Sullivan et Waldren Place n'existent plus.
Bates Settlement est possiblement nommé en l'honneur de John, Lewis et D. Bates, qui ont été parmi les fondateurs. Le hameau a aussi porté le nom de Oldham settlement, en l'honneur d'un autre fondateur, Joseph Oldham. Campbell Settlement est nommé ainsi en l'honneur de Sir Archibald Campbell (1769-1843), lieutenant-gouverneur du Nouveau-Brunswick de 1831 à 1837. De plus, le premier maître des postes vers 1885 était D.K. Campbell. Clarkville, à l'origine Alma, est nommé ainsi en l'honneur de son fondateur, Moses Clark. Il se peut que le nom de Hartfield rende hommage au premier maître des postes en 1893, R. D. Hart. Hawkins Corner est possiblement nommé en l'honneur de James et Joseph Hawkins, qui comptent parmi les premiers habitants. Le hameau portiat à l'origine le nom de Greenlaw Settlement, en l'honneur de Isaac Greenlaw, un autre colon. Quant à Howland Ridge, il rend hommage à Solomon et Alexander Howland, deux des fondateurs. Maple Ridge s'appelait à l'origine Blaney Ridge, en l'honneur des fondateurs Henry, George, Robert et William Blaney. Maplewood était identifié comme Mapleton sur certaines cartes, probablement par confusion avec l'ancien établissement de la crête Skedaddle. Pinder rend possiblement hommage à George T. Pinder le premier maître des postes en 1913. Rosssvile rend aussi hommage à son premier maître des postes, Ross Woodman, entré en service en 1901. Southampton, Lower Southampton, Middle Southampton et Upper Southampton ont la même origine que le nom de la paroisse. Le nom de Temperance Vale a été donné par Gardner Corey, en référence à la Ligue de tempérance.
L'origine des noms de Bull Lake, d'Indian Lake, de Nortondale, de Waterville, de Cantral Waterville, d'East Waterville, South Waterville, de West Waterville et de Woodstock Road n'est pas connue.

## Géographie

### Villages et hameaux
Southampton est situé à l'extrémité sud-est du territoire, au bord du fleuve le long de la route 105 à la tête du pont Hawkshak vers Pokiok. Southampton se trouve à 3,7 km au sud de Nackawic. En fait, la moitié du hameau est situé dans les limites du village. Middle Southampton est situé 10 km plus loin à l'ouest, au bord du fleuve le long de la route 105. Encore 2 km plus loin à l'ouest s'élève Temple. Ce dernier comprend les anciens hameaux de Sullivan et de Grand View. Finalement, Upper Southampton se trouve à l'extrémité ouest du territoire, à km au nord-ouest de Temple et en face de Meductic.
Rossville est situé le long du chemin Campbell Settlement, à 2,3 km au nord-ouest de Nackawic. 4,5 km à l'ouest, sur le même chemin à l'intersection du chemin Stairshill se trouve Hartfield. Campbell Settlement se trouve à 6,7 km au nord-est de Middle Southampton et à 8 km à l'ouest de Nackawic. Bates Settlement est situé à 2,3 km au sud-est, sur le chemin Bates Settlement.
Pinder est bâti à la jonction des routes 605 et 595 à 5,7 km au nord de Nackawic. Temperance Vale se trouve 2,3 km au nord, à la jonction de la route 595 et des chemins Cross et Pike Hill. Le long de ce dernier et au pied du pointu Pike, à 1,5 km à l'ouest de Temperance Vale, est bâti Pikes Peak. East Waterville se trouve 2,2 km au sud-ouest sur le même chemin. South Waterville est bâti à 8 km au nord-ouest de Nackawic, le long du chemin Stairshill. Waldren Place était située près de South Waterville alors que Parent Ridge Settlement était situé à environ 2 km à l'ouest.
Central Waterville est situé à 3,2 km au nord-ouest de Temperance Vale, le long de la route 595. À 4 km plus loin à l'ouest est bâti West Waterville. Bull Lake est situé plus loin au nord-ouest, au bord du lac Bull.
Nortondale s'élève à 6 km au nord-ouest de Temperance Vale, à la jonction de la route 585 et du chemin Nortondale. Clarkville est situé sur la route 585, à 7,7 km à l'ouest. Bulmer Field était situé à 2,2 km au nord de Clarkville. Woodstock Road est situé au croisement de la route 585 et du chemin de fer, à 2,2 km au nord-est de Nortondale.
Maple Ridge se trouve le long de la route 605, à 5 km au nord-est de Temperance Vale. Hawkins Corner est situé à 2,3 km au nord-ouest de Millville, à la jonction des routes 104 et 535. Howland Ridge est quant à lui bâti à 3,2 km au nord-est de Millville. Il est accessible par le chemin Howland Ridge via la route 104. Maplewood se trouve à 5 km au nord-ouest de Hawkins Corner, sur la route 104. Indian lake se trouve sur la rive orientale du lac Indian, sur le chemin du même nom, à 1,5 km au nord-est de Mappelwood.
Cullerton était situé à 1,3 km à l'est de Nackawic mais a été inondé durant la construction du barrage de Mactaquac.

## Histoire
Selon William Francis Ganong, les noms de la rivière Indian et du lac Indian, près de Maplewood, rappellent la présence d'un campement malécite. La carte Morris de 1784 note la présence de wigwams légèrement en amont de Middle Southampton.
La paroisse est colonisée par des soldats démobilisés du régiment Pennsylvania Loyalists, ainsi que des familles loyalistes, tout d'abord à l'embouchure de la rivière Nackawic. L'arrière-pays est entièrement colonisé par des gens originaires de la paroisse. Bates Settlement est fondé probablement vers 1830, sous le nom de Oldham Street, par des colons de Saint-Jean. Campbell Settlement est fondé en 1835 en tant que village agricole, par des colons originaires de la vallée du fleuve Saint-Jean. Connell est arpenté vers 1856 mais jamais colonisé. Nortondale est fondé à son emplacement vers 1860, par des Néo-Brunswickois. Temperance Vale est fondé vers 1861 par la New Brunswick and Nova Scotia Land Company et peuplé par des néo-brunswickois. Clarkville est fondé en 1863 par Moses Clark, sous le Labour Act (Loi sur le travail). Parent Ridge est fondé vers 1864 ou plus tard par des objecteurs de conscience du Maine échappant à la conscription. Maple Ridge est fondé vers 1870 par la New Brunswick and Nova Scotia Land Company et peuplé de néo-brunswickois provenant de la vallée du fleuve. Howland Ridge est fondé vers 1875 par la New Brunswick and Nova Scotia Land Company et apparemment peuplé par des gens originaires de localités voisines.
La paroisse civile est érigée en 1879. La municipalité du comté de York est dissoute en 1966. La paroisse de Southampton devient un district de services locaux en 1967.

## Démographie
(août 2016).
D'après le recensement de Statistique Canada, il y avait 1738 habitants en 2001, comparativement à 1769 en 1996, soit une baisse de 1,8 %. La paroisse compte 704 logements privés, a une superficie de 450,49 km² et une densité de population de 3,9 habitants au km².
| 2001  | 2006  | 2011  | 2016  |
| ----- | ----- | ----- | ----- |
| 1 738 | 1 601 | 1 538 | 1 484 |

## Économie
Entreprise Central NB, membre du Réseau Entreprise, a la responsabilité du développement économique.

## Administration

### Commission de services régionaux
La paroisse de Southampton fait partie de la Région 11, une commission de services régionaux (CSR) devant commencer officiellement ses activités le 1er janvier 2013. Contrairement aux municipalités, les DSL sont représentés au conseil par un nombre de représentants proportionnel à leur population et leur assiette fiscale. Ces représentants sont élus par les présidents des DSL mais sont nommés par le gouvernement s'il n'y a pas assez de présidents en fonction. Les services obligatoirement offerts par les CSR sont l'aménagement régional, l'aménagement local dans le cas des DSL, la gestion des déchets solides, la planification des mesures d'urgence ainsi que la collaboration en matière de services de police, la planification et le partage des coûts des infrastructures régionales de sport, de loisirs et de culture; d'autres services pourraient s'ajouter à cette liste.

### Représentation et tendances politiques
Nouveau-Brunswick: Southampton fait partie de la circonscription provinciale de York-Nord, qui est représentée à l'Assemblée législative du Nouveau-Brunswick par Kirk MacDonald, du Parti progressiste-conservateur. Il fut élu pour la première fois lors de l'élection générale de 1999 puis réélu à chaque fois depuis, la dernière fois en 2010.
 Canada: Southampton fait partie de la circonscription électorale fédérale de Tobique—Mactaquac, qui est représentée à la Chambre des communes du Canada par Michael Allen, du Parti conservateur. Il fut élu lors de la 39e élection générale, en 2006, et réélu en 2008.

## Vivre dans la paroisse de Southampton
Le DSL est inclus dans le territoire du sous-district 10 du district scolaire Francophone Sud. Les écoles francophones les plus proches sont à Fredericton alors que les établissements d'enseignement supérieurs les plus proches sont dans le Grand Moncton.
L'église St. Luke's de Temperance Vale est une église anglicane. Le bureau de poste et le détachement de la Gendarmerie royale du Canada le plus proche est à Nackawic. Il y a aussi un bureau de poste à Millville.
Les anglophones bénéficient des quotidiens Telegraph-Journal, publié à Saint-Jean, et The Daily Gleaner, publié à Fredericton. Ils ont aussi accès au bi-hebdomadaire Bugle-Observer, publié à Woodstock. Les francophones ont accès par abonnement au quotidien L'Acadie nouvelle, publié à Caraquet, ainsi qu'à l'hebdomadaire L'Étoile, de Dieppe.

## Culture

### Personnalités
- Corydon Partlow Brown (1848-1891), administrateur scolaire, arpenteur, homme d’affaires et homme politique, né à Southampton
- Charles Dow Richards (1879 - 1956), premier ministre du Nouveau-Brunswick, né à Southampton

### Architecture et monuments
Un pont couvert traverse la rivière Nackawic, près de Nortondale. Il fut construit en 1927 et mesure 18,3 mètres de long.